# JQuery Mobile
jQuery Mobile — сенсорно-ориентированный веб фреймворк (так же известен как мобильный фреймворк), разрабатывается командой jQuery, создателей jQuery. Разработка сфокусирована на кросс-браузерности с уклоном в сторону смартфонов и планшетов. jQuery Mobile совместим с прочими мобильными фреймворками, такими как PhoneGap, Worklight и другими.

## Базовый пример
Первый шаг в работе с jQuery Mobile — подключение JavaScript и CSS файлов.
Необходимо подключить jQuery, jQuery Mobile JavaScript и jQuery Mobile CSS. Это можно сделать двумя способами: скачать все необходимые файлы и подключить их локально, либо использовать онлайн-подключение библиотек.
В теле примера вы можете видеть div-ы с различными параметрами data-role. На основе этих параметров jQuery Mobile и создает страницу. data-role указывает на роль элемента на экране — это может быть и страница (data-role="page"), кнопка (data-role="button"), список (data-role="listview") и т. д.
Страница (data-role="page") может содержать в себе три div-a с ролями header (data-role="header"), footer (data-role="footer") и content (data-role="content"). От роли элемента будет зависеть, как он будет отображаться на экране.
Веб-страница может содержать сколько угодно div-ов с data-role="page", но в таком случае при старте веб-приложения будет показываться та страница, которая была инициализирована первой. Для перехода между страницами используйте ссылки с href="#id", где id — уникальный идентификатор страницы, на которую вы хотите перейти
Атрибут data-theme определяет стиль интерфейса для элемента и его потомков, в jQuery Mobile встроено пять стилей, они пронумерованы как a, b, c, d, e.
Атрибут data-add-back-btn создает кнопку Назад для перехода на предыдущий экран
```
<!DOCTYPE html>
 

<
html
>
 
	
<
head
>
 
	
<
title
>
Заголовок страницы
</
title
>
 	
	
<
meta
 
name
=
"viewport"
 
content
=
"width=device-width, initial-scale=1"
>
 
	
<
link
 
href
=
"http://code.jquery.com/mobile/latest/jquery.mobile.min.css"
 
rel
=
"stylesheet"
 
type
=
"text/css"
 
/>

	
<
script
 
type
=
"text/javascript"
 
src
=
"http://code.jquery.com/jquery.min.js"
></
script
>

	
<
script
 
type
=
"text/javascript"
 
src
=
"http://code.jquery.com/mobile/latest/jquery.mobile.min.js"
></
script
>

</
head
>
 

<
body
>
 

<
div
 
data-role
=
"page"
 
id
=
"main"
 
data-theme
=
"a"
>

	
<
div
 
data-role
=
"header"
>

		
<
h1
>
Заголовок страницы
</
h1
>

	
</
div
>

	
<
div
 
data-role
=
"content"
>
	
		
<
p
>
Содержимое страницы
</
p
>

		
<
a
 
href
=
"#second"
>
Вторая страница
</
a
>

	
</
div
>

	
<
div
 
data-role
=
"footer"
>

		
<
h4
>
Подвал страницы
</
h4
>

	
</
div
>

</
div
>

<
div
 
data-role
=
"page"
 
id
=
"second"
 
data-add-back-btn
=
"true"
 
data-theme
=
"b"
>

	
<
div
 
data-role
=
"header"
 
id
=
"header"
>

		
<
h1
>
Пример jQuery Mobile
</
h1
>

	
</
div
>

	
<
div
 
data-role
=
"content"
>
	
		
<
p
>
Пример мультистраничности
</
p
>
		
	
</
div
>

	
<
div
 
data-role
=
"footer"
>

		
<
h4
>
Copyright (c)
</
h4
>

	
</
div
>

</
div
>

</
body
>

</
html
>

```

## Пример события
```
<
script
 
type
=
"text/javascript"
>

$
(
'#header'
).
live
(
'tap'
,
 
function
(
event
){

  
alert
(
'Вы дотронулись до заголовка второй страницы'
);

});

<
/script>

```

## Поддержка мобильных браузеров
|  | A |

|  | A |

|  | A |

|  | A |

|  | A |

|  | A |

|  | A |

|  | A |

|  | A |

|  | A |

|  | A |

|  | A |

|  | A |

|  | A |

|  | A |

|  | A |

|  | A |

|  | A |

|  | A |

|  | A |

|  | A |

|  | A |

|  | A |

|  | A* |

|  | A* |

|  | A |

|  | A |

|  | A |

|  | A |

|  | A |

|  | A |

|  | A |

|  | A |

|  | A |

|  | A* |

|  | A* |

|  | A* |

Ключи:
- A - Полная функциональность — браузер поддерживает все возможности jQuery Mobile
- B - Средняя функциональность — браузер не поддерживает некоторых возможностей jQuery Mobile (таких, как анимация)
- C - Базовая функциональность — браузер поддерживает основные возможности
- * — Новый браузер, ещё не выпущен, но в стадии альфа/бета тестирования.

(Источник: сайт jQuery Mobile)

## История версий
| Дата релиза      | Версия      |
| ---------------- | ----------- |
| 26 Октября 2010  | 1.0a1       |
| 12 Ноября 2010   | 1.0a2       |
| 4 Февраля 2011   | 1.0a3       |
| 31 Марта 2011    | 1.0a4       |
| 7 Апреля 2011    | 1.0a4.1     |
| 20 Июня 2011     | 1.0b1       |
| 3 Августа 2011   | 1.0b2       |
| 8 Сентября 2011  | 1.0b3       |
| 29 Сентября 2011 | 1.0 RC1     |
| 19 Октября 2011  | 1.0 RC2     |
| 2 Октября 2012   | 1.2         |
| 1 июля 2014      | 1.4.3 final |
| 31 Октября 2014  | 1.4.5       |